# Эрвайс, Владимир Григорьевич
Влади́мир Григо́рьевич Эрвайс (27 августа 1928, Одесса — 24 июля 2010, Москва) — российский кинорежиссёр-документалист, сценарист и писатель-публицист.

## Биография
С 1938 года жил в Северном Казахстане, куда был сослан его отец Григорий Владимирович (Герш Вольфович) Эрвайс (1906—1985), уроженец Кишинёва. В начал войны был эвакуирован с матерью Еленой Ефимовной Эрвайс (1907—1984), счетоводом, и сестрой Анной (род. 1939) из Харькова в Прокопьевск. В 1943 году бежал на фронт, но был задержан и направлен на обучение в Селищенскую военную школу авиационных механиков в Петропавловске. В 1944—1945 годах принимал участие в боевых действиях Красной армии в Болгарии и Югославии в качестве авиамеханика и стрелка-радиста. Затем до 1951 года продолжал армейскую службу на Апшеронском полуострове. После демобилизации окончил техникум и до 1959 года работал технологом, затем мастером в литейном цехе Великолукского машиностроительного завода «Торфмаш» (ныне Великолукский опытный машиностроительный завод).
В 1959—1962 годах учился во Всесоюзном государственном институте кинематографии, но не окончил. С 1962 по 1964 год работал ассистентом режиссёра на Свердловской киностудии, режиссером в киногруппе Министерства речного флота РСФСР и Ростовской студии кинохроники. С 1964 года ассистент режиссёра на киностудии «Таджикфильм» в Душанбе. В 1967 году вернулся во ВГИК и в 1971 году получил диплом режиссёра.
Фильм «Кино» (1970) о киномеханике Бойназаре Тирандозове с Памира привлёк внимание советской критики, отмечавшей в нём убедительность искреннего отклика простых людей на выдающееся искусство и цельность найденного характера главного героя.
По окончании института работал как режиссёр-документалист для творческого объединения «Экран», был режиссёром выпусков киножурнала «Советский Таджикистан», сотрудничал со многими неигровыми студиями Советского Союза. Тогда же в 1970-е годы начал публиковать документальную прозу, в том числе в журнале «Юность».
В 1981 году был командирован на Дальний Восток для подготовки материала о дальневосточных героях труда. Познакомившись с одной из будущих героинь, Героем Социалистического труда геологом Натальей Хабаровой, женился на ней и остался жить в посёлке Ягодное Магаданской области, где Хабарова к тому времени возглавила геологоразведочную экспедицию. В этот период написал книги «Золотая тропа Натальи Хабаровой» (1982), «Женщины Чукотки» (1983), «Встречают и провожают мужчины…» (1986) и «Геологи Чукотки» (1988), изданные в Магаданском книжном издательстве.
В 1986 году своим голосом записал закадровый текст в документальном фильме «Сказ про царицу ваз» («НовосибирскТелефильм»).
Член Союза кинематографистов СССР (Москва).
С 1986 года жил в Москве. Похоронен в Великих Луках.

### Семья
- первая жена — Ирина Мошкова, работала в кинопроизводстве;
  - сын — Кирилл Мошков (род. 1968), журналист;
- вторая жена (с 1981 года) — Наталья Евгеньевна Хабарова (1936—2013), геолог[11];
- дядя — Аркадий Владимирович (Абрам Вольфович) Эрвайс (1908— ?), участник Великой Отечественной войны[15], учёный в области метрологии, доктор технических наук;
- дядя — Семён Вольфович Эрвайс (1899—1941), погиб на фронте;
- двоюродный брат — Вильям Труб (1929— ?), художник, скульптор.

## Избранная фильмография
Режиссёр
- 1960 — Кто виноват
- 1967 — Твоё время
- 1967 — Честь смолоду
- 1968 — Оказана помощь
- 1968 — Путь славы
- 1968 — Чтобы никогда
- 1969 — …За исключением пустяка
- 1969 — Коротко о разном
- 1969 — Свет
- 1970 — Мой дом — Нурек
- 1971 — Кино
- 1972 — Товарищ фабком
- 1972 — Люди Самотлора[16]
- 1977 — Секрет актрисы
- 1980 — Семь раз отмерь[17]
- 1989 — Реконструкция[18]

Сценарист
- 1960 — Кто виноват
- 1968 — Путь славы
- 1969 — Коротко о разном
- 1969 — Свет
- 1971 — Кино
- 1977 — Секрет актрисы

## Награды
- 1945 — медаль «За победу над Германией в Великой Отечественной войне 1941—1945 гг.»[19];
- 1970 — приз прессы и приз зрителей на первом Всесоюзном фестивале фильмов о рабочем классе в Свердловске за фильм «Свет»[20];
- 1971 — вторая премия и приз «Бронзовый дракон» от городского совета на VIII Международном фестивале документальных фильмов в Кракове за фильм «Кино»[20].